# Ella Lymi
Ella Lymi (* 1997 in Helsinki als Ella Aho) ist eine finnische Schauspielerin und Musikerin.

## Leben und Karriere
Ihre Eltern sind die Schauspieler Tiina Lymi und Eero Aho. Sie studierte an der Theaterakademie Helsinki. Danach setzte sie ihr Studium an der Turku City Theatre fort.
Ihr Debüt gab sie 2002 in dem Film Juoksuhaudantie. Anschließend war sie 2014 in der Fernsehserie Ihan sama zu sehen. 2016 brachte sue ihr erstes Album Mulle käy raus. Außerdem spielte sie 2019 in dem Film Elvis & Onerva die Hauptrolle.
September 2022 erschien ihr Musikvideo 2.60€. Untet anderem trat Lymi 2024 in Nurses auf. Ihre nächste bekam sie im selben Jahr in ser Mini-Serie Dilligaf.

## Filmografie
Filme
- 2002: Juoksuhaudantie
- 2008: Käsky
- 2019: Elvis & Onerva

Serien
- 2007: Rakkauden nälkä
- 2014: Ihan sama
- 2020: Justimus esittää: Duo
- 2021: Karuselli
- 2022: Kaverikirja
- 2022: Paratiisi
- 2024: Nurses
- 2024: Dilligaf

## Diskografie

### Alben
- 2016: Mulle käy
- 2016: Poiki ob
- 2021: Seksii, huumeit, rahaa ja autoi
- 2022: 2.60€
- 2022: LOL